# 中国铁路郑州局集团
中国铁路郑州局集团有限公司，原称郑州铁路局，是中国国家铁路集团下属公司，受武汉铁路监管局监管。管辖线路主要分布在河南省北部和山西省南部，另外陇海铁路太要站、宁西铁路富水站（位于陕西省境内）及其附近线路区间以及新兖铁路算王庄站（位于山东省境内）及其以西线路区间也隶属于郑局。
郑州局集团位于中国铁路网中心，其中郑州铁路枢纽地处南北大动脉京广铁路与东西大动脉陇海铁路的交汇点，是中国重要的铁路交通枢纽，在中国铁路交通史上具有重要地位。

## 沿革

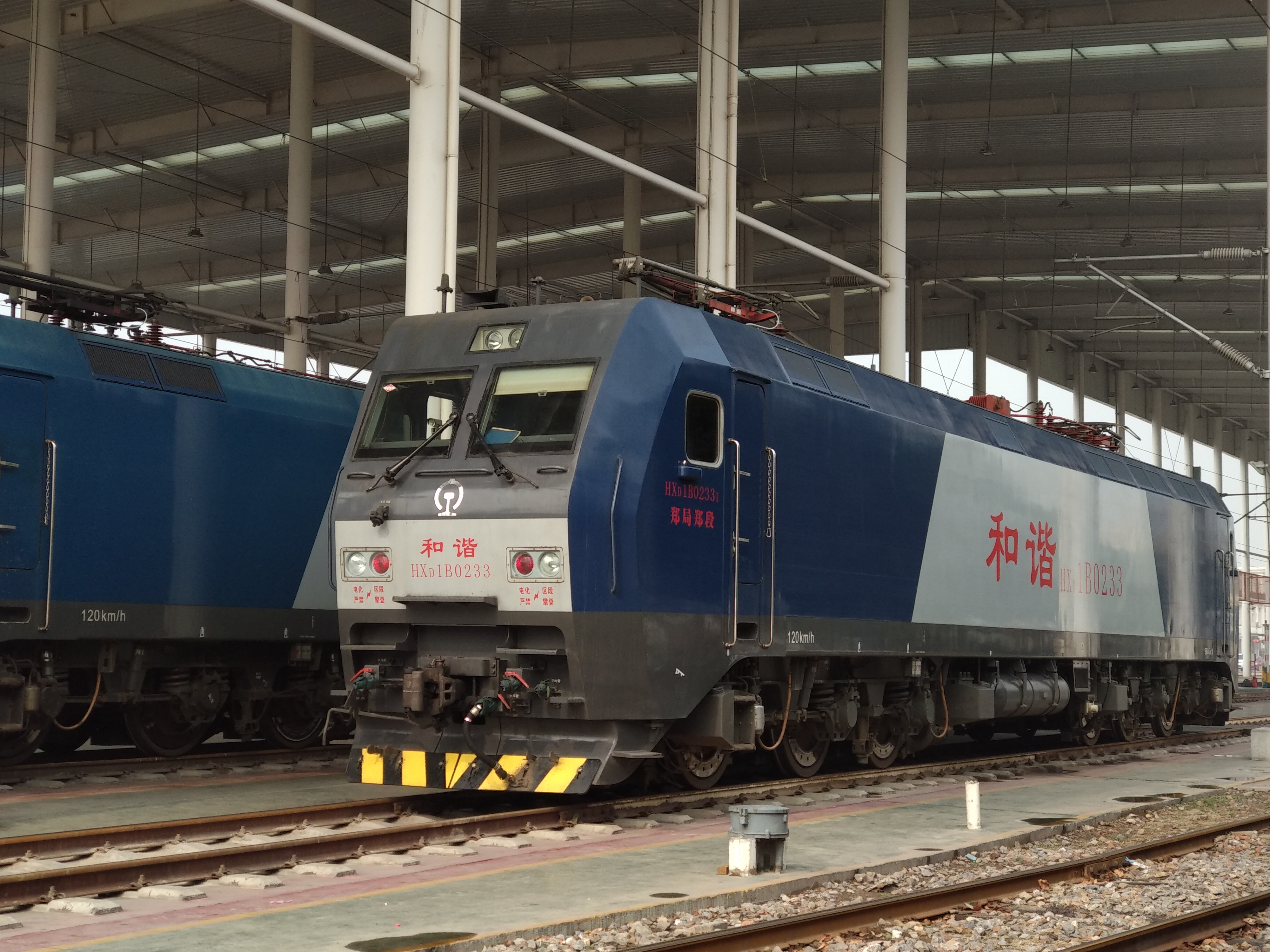
和谐1B型电力机车于郑州北整备场。

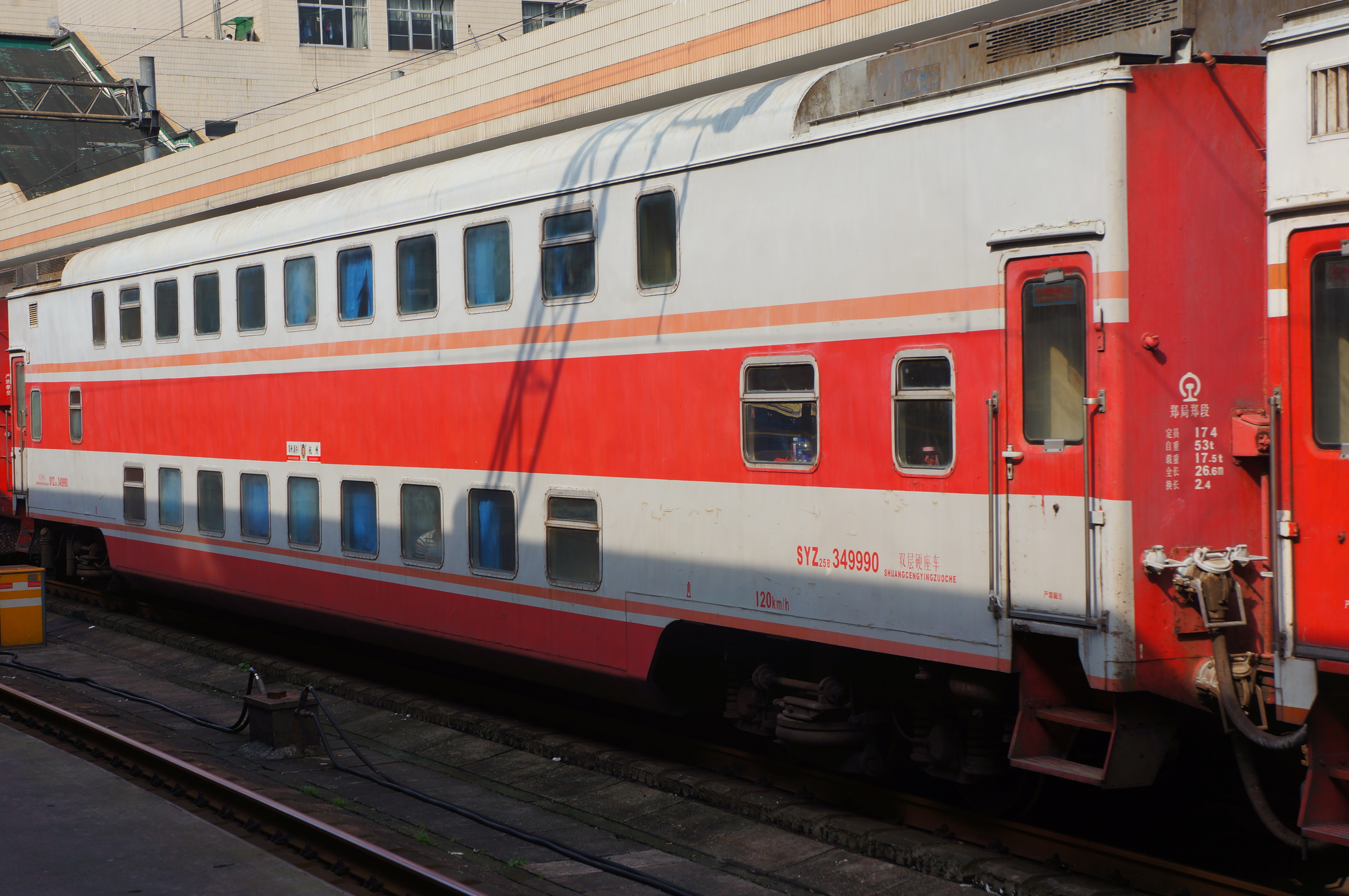
配属郑州车辆段的双层25B型客车

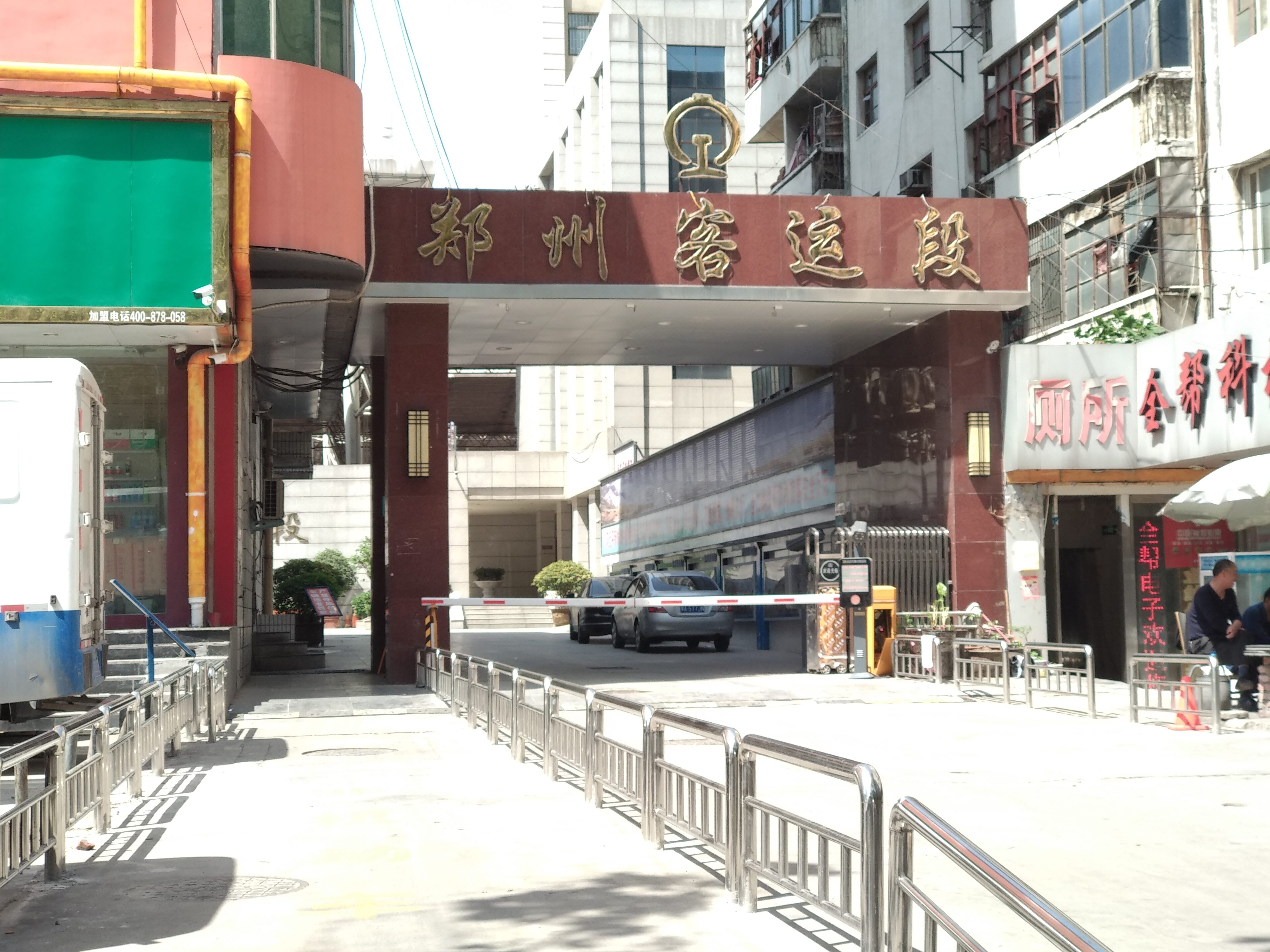
郑州客运段机关大门。

1904年，郑县站始设立，为卢汉铁路（卢沟桥至汉口）的业务站。
1948年10月22日，中国人民解放军占领郑州，中原陇海、平汉铁路郑州联合管理委员会随后成立。中原临时人民政府交通部部长许子威兼任军事代表、党委书记。1949年2月，更名为中原陇海、平汉铁路联合管理局。1949年3月11日，改名中国人民革命军事委员会铁道部郑州铁路管理局。
1958年9月，原郑州铁路管理局一分为三，铁道部郑州铁路局、武汉铁路局、西安铁路局分别正式挂牌成立。1963年4月，武汉铁路局撤销，并入郑州铁路局。1971年7月，武汉铁路局恢复设立，郑州铁路局一分为二。在文革期间，为保证全国铁路交通的正常运行秩序，郑州铁路局曾实施军事管制。1983年3月，武汉铁路局再次撤销，并入郑州铁路局。1984年10月，西安铁路局撤销，并入郑州铁路局。1996年，郑州铁路局进行了工商登记。2005年3月，武汉铁路局、西安铁路局恢复设立，郑州铁路局一分为三。
截至2008年年底，郑州铁路局配属有1071台机车，其中内燃机车458台，电力机车613台；配属客车1830辆。郑州铁路局在“2010中国企业500强排行榜”中排名第159位。
2017年9月23日，郑州铁路局召开电视电话会议，宣布京沪高速铁路股份有限公司原董事长、党委书记钱铭任中国铁路郑州局集团有限公司董事长、党委书记。这是铁路局公司化改革启动后，中铁总下属18个路局（公司）中，首个宣布路局董事长人选的企业。
2017年11月4日，济南、乌鲁木齐、南昌、北京、哈尔滨、武汉、郑州、上海、呼和浩特、昆明、青藏铁路公司等11家铁路局（公司）的名称变更通过国家工商行政管理总局核准，郑州铁路局名称变更为中国铁路郑州局集团有限公司（(国)名称变核内字[2017]第5283号）。
2017年11月15日，在国家企业信用信息公示系统中，中国铁路郑州局集团有限公司已完成工商登记变更。工商登记变更后，中国铁路郑州局集团有限公司仍为中国铁路总公司100%控股的公司，公司由原先的全民所有制企业变成有限责任公司（非自然人投资或控股的法人独资）企业，注册资本不变，经营范围增加住宿餐饮业，建设项目承发包、勘察、设计、施工与监理，租赁，房地产开发经营和中介，保险经纪与代理服务，现代服务，广播、电视、电影和影视录音制作，文化艺术服务，招标采购及服务，科学研究和技术服务，园艺作物种植，林木育种、育苗、种植和管护，木材和竹材采运等。
2017年11月19日，中国铁路郑州局集团有限公司正式挂牌。

## 机构设置
客运段担当本局管内的旅客列车的服务（包括内旅客列车乘务工作和餐饮服务）。机务段负责存放、维护、检修铁路机车，工作通常包括清洗、加油、加水、检修、除尘等。郑州局集团已撤销的机务段包括：宝丰机务段（郑局丰段，已并入洛阳机务段）、三门峡西机务段（郑局峡段，已并入洛阳机务段）、月山机务段（郑局月段，已并入新乡机务段）、郑州南机务段（郑州南机务段，与郑州北机务段合并成立郑州机务段）。
中国铁路郑州局集团有限公司设置下列站段（所）：

### 直属站
- 郑州站
- 郑州北站
- 洛阳站
- 商丘站
- 长治北站

### 综合段
- 安阳综合段

### 车务段
- 郑州车务段
- 洛阳车务段
- 焦作车务段
- 新乡车务段
- 南阳车务段

### 机务段
- 郑州机务段（郑局郑段）
- 洛阳机务段（郑局洛段）
- 新乡机务段（郑局乡段）

### 动车段（所）
- 郑州动车段（郑州东动车运用所）
- 郑州动车运用所
- 郑州南动车运用所

### 客运段
- 郑州客运段

### 供电段
- 郑州供电段
- 洛阳供电段
- 新乡供电段

### 工务（桥工）段
- 郑州桥工段
- 洛阳工务段
- 新乡桥工段
- 南阳工务段
- 月山工务段

### 电务段
- 郑州电务段
- 洛阳电务段
- 新乡电务段

### 车辆段
- 郑州车辆段（郑局郑段）
- 郑州北车辆段
- 焦作车辆段
- 洛阳车辆段（郑局郑段（洛））

## 历任领导
郑州铁路局
| 局长 - 何元（？—2017年9月） | 党委书记 - 杨伟军（？—2017年9月） |

中国铁路郑州局集团有限公司
| 董事长 - 钱铭（2017年9月—） | 总经理 - 孙景（2017年—） | 党委书记 - 钱铭（2017年9月—） |

## 管辖范围
中国铁路郑州局集团有限公司管辖下列铁路区间：
- 京广线：与北京局集团在柏庄、安阳间K485+800处交界，与武汉铁路局在小商桥、孟庙间K807处交界
- 陇海线：与上海局集团在虞城縣、张阁庄间K354处交界，与西安铁路局在太要、潼关间K935+500处交界
- 焦柳线：与武汉局集团在耿坡、郜营间K474+100处交界
- 新兖线：与济南局集团在算王庄、菏泽南间K148处交界
- 京九线：与济南局集团在曹县、梁堤头间K650+333处交界，与上海铁路局在木兰、王楼间K718+300处交界
- 太焦线：与太原局集团在夏店、大平间K190+700处交界
- 邯长线：与北京局集团在长治北、北舍间K215+500处交界
- 侯月线：与太原局集团在嘉峰、端氏间K147+300处交界
- 宁西线：与西安局集团在商南、富水间K248+300处交界，与武汉铁路局在李家湾、小林间K563+600处交界
- 孟宝线：与武汉局集团在宝丰、余官营间K94+900处交界